# Stretchia pacifica
Stretchia pacifica är en fjärilsart som beskrevs av Mcdunnough 1949. Stretchia pacifica ingår i släktet Stretchia och familjen nattflyn. Inga underarter finns listade i Catalogue of Life.